# 丝线小山蜗牛
丝线小山蜗牛（学名：Platyrhaphe minutus），是中腹足目山蜗牛科小山蜗牛属的一种。主要分布于台湾，常栖息在落叶下或地上。
其种加词“minutus”意为“微小的”。